# Terence Airey

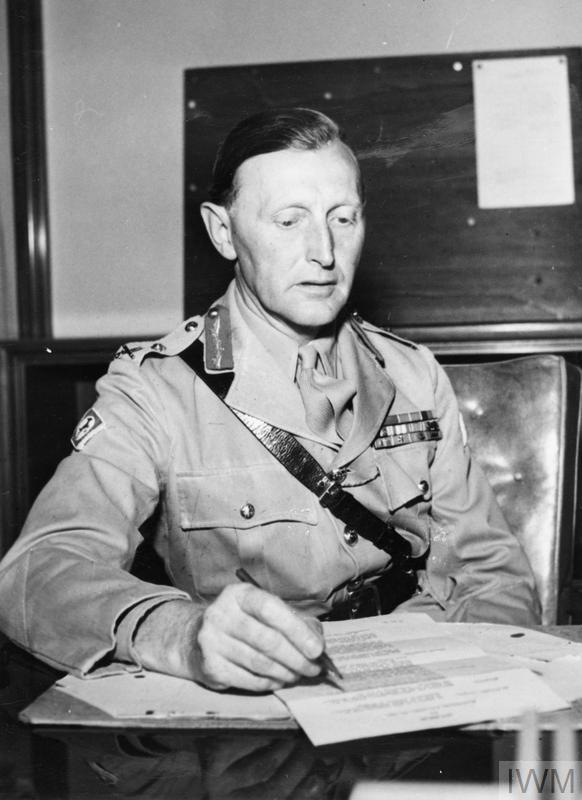
Terence Airey

Sir Terence Sydney Airey, KCMG, CB, CBE (* 9. Juli 1900 in King’s Lynn, Norfolk, England; † 26. März 1983 in Fritton, Norfolk, England) war ein britischer Offizier und zuletzt Generalleutnant der British Army, der unter anderem zwischen 1947 und 1951 Militärkommandant der Zone A des Freien Territoriums Triest sowie von 1952 bis 1954 Kommandeur der britischen Streitkräfte in Hongkong (Commander British Forces in Hong Kong) war.

## Leben

### Offiziersausbildung und Zweiter Weltkrieg
Terence Sydney Airey, Sohn von Sydney Airey, absolvierte nach dem Besuch der traditionsreichen 1555 gegründeten Gresham’s School eine Offiziersausbildung am Royal Military College Sandhurst und wurde nach dem Abschluss 1919 als Second Lieutenant in das Leichte Infanterieregiment Durham Light Infantry übernommen. In den folgenden Jahren fand er zahlreiche Verwendungen als Offizier sowie Stabsoffizier. Zu Beginn des Zweiten Weltkrieges war er nach der Verleihung des kommissarischen Dienstgrades eines Acting Lieutenant-Colonel vom 23. Juli 1940 bis zum 9. Mai 1941 Erster Generalstabsoffizier (General Staff Officer 1) der Truppen im Sudan und erhielt in dieser Verwendung am 23. Oktober 1940 auch den zeitlich befristeten Rang eines Temporary Lieutenant-Colonel. Er war danach zwischen dem 25. Mai und dem 31. Oktober 1941 Erster Generalstabsoffizier der Truppen im Kaiserreich Abessinien und wurde für seine dortigen Verdienste 1941 zum Officer des Order of the British Empire (OBE) ernannt. Nach der Verleihung des kommissarischen Dienstgrades eines Acting Colonel wechselte er zum Heereskommando im Mittleren Osten und war dort zunächst vom 1. November 1941 bis zum 20. Mai 1942 Direktor für besondere Operationen (Director of Special Operations, Middle East Command). In dieser Zeit wurde ihm am 1. Mai 1942 sowohl der zeitlich befristete Rang eines Temporary Colonel als auch der kriegsdienstbezogene Dienstgrad eines War Substantive Lieutenant-Colonel verliehen. 
Im Anschluss blieb er beim Heereskommando Mittlerer Osten und war nunmehr zwischen dem 21. Mai 1942 und dem 30. August 1943 Direktor des Militärischen Nachrichtendienstes (Director of Military Intelligence, Middle East Command). In dieser Verwendung erhielt er am 31. August 1942 den kommissarischen Dienstgrad eines Acting Brigadier sowie am 1. März 1943 auch den zeitlich befristeten Rang eines Temporary Brigadier. Er war zugleich während des Tunesienfeldzuges zwischen dem 8. Februar 1942 und dem 7. Juni 1944 Brigadegeneral für den Nachrichtendienst im Generab der alliierten 18. Heeresgruppe (18th Army Group) und wurde für seine Verdienste 1943 zum Commander des Order of the British Empire (CBE) ernannt. Airey war ferner vom 8. Januar 1944 bis 1945 Assistierender Chef des Stabes für Nachrichtendienst im Hauptquartier der Alliierten Streitkräfte in Nordafrika (Assistant Chief of Staff for Intelligence, Allied Force Headquarters North Africa). Für die Verdienste während dieser Verwendung wurde er 1944 auch zum Companion des Order of the Bath (CB) ernannt und erhielt am 8. Juni 1944 auch den kommissarischen Dienstgrad eines Acting Major-General, ehe er am 21. Februar 1945 zum Colonel befördert wurde.

### Nachkriegszeit, Gouverneur in Triest und Aufstieg zum Generalleutnant
Nach Kriegsende erhielt Terence Airey am 8. Juni 1945 zunächst den zeitlich befristeten Rang eines Temporary Major-General, wurde aber drei Monate später am 6. September 1945 wieder in den zeitlich befristeten Rang eines Temporary Brigadier zurückgestuft. 1946 wurde er Chef des Stabes der Streitkräfte im zentralen Mittelmeerraum (Chief of Staff, Central Mediterranean Force) und war zeitweise auch kommissarischer stellvertretender Oberkommandierender der Alliierten Streitkräfte in Italien (Acting Deputy Commander in Chief Allied Forces Italy). Nach der Gründung des Freien Territoriums Triest, eine konstitutionelle Republik in Süd- und Mitteleuropa am Golf von Triest, die von den Vereinigten Staaten, dem Vereinigten Königreich und Jugoslawien militärisch besetzt und in den zwei Zonen A und B verwaltet wurde, wurde er am 16. September 1947 Militärgouverneur der Zone A und bekleidete dieses Amt bis zum 31. März 1951, woraufhin Generalmajor John Winterton seine Nachfolge antrat. In dieser Verwendung wurde er am 18. November 1947 zum Major-General befördert, wobei diese Beförderung rückwirkend zum 10. Februar 1946 erfolgte. Ferner wurde er im Zuge der sogenannten „New Year Honours“ am 1. Januar 1951 als Knight Commander des Order of St Michael and St George (KCMG) geadelt, so dass er fortan das Prädikat „Sir“ führte.
Am 1. April 1951 wechselte Generalmajor Sir Terence Airey in das neu gegründete Oberste Hauptquartier der Alliierten NATO-Streitkräfte in Europa SHAPE (Supreme Headquarters Allied Powers Europe) und war bis zum 22. Januar 1952 Assistierender Chef des Stabes. Nach seiner Beförderung zum Lieutenant-General löste er 22. Januar 1952 Generalleutnant Sir Geoffrey Charles Evans als Kommandeur der britischen Streitkräfte in Hongkong (Commander British Forces in Hong Kong) ab und hatte dieses Kommando bis Mai 1954 inne, woraufhin Generalleutnant Sir Cecil Sugden ihn ablöste. Er bekleidete als Nachfolger von Brigadier John Atherton Churchill des Weiteren vom 10. April 1952 bis zu seiner Ablösung durch Generalmajor Nigel Poett am 1. Juli 1956 auch das Ehrenamt als Colonel of The Durham Light Infantry. Am 21. August 1956 trat er in den Ruhestand.
Terence Sydney Airey war zwei Mal verheiratet. Aus seiner am 1. November 1933 in Ägypten geschlossenen und 1947 aufgehobenen Ehe mit Constance Hedley ging ein Sohn hervor. Am 1. Juli 1947 heiratete er in zweiter Ehe Bridget Georgiana Vesey (1915–2005), Tochter von Colonel Hon. Thomas Eustace Vesey (1885–1946) and Lady Cecilia Kathleen Browne, Tochter von Valentine Browne, 5. Earl of Kenmare (1860–1941).

## Hintergrundliteratur
- Nick Smart: Biographical Dictionary of British Generals of the Second World War. Pen & Sword, Barnesley 2005, ISBN 1-844-1-50496.